# Silvestre Rodríguez
Silvestre Rodríguez Olivares (23 de diciembre de 1874, Sahuayo Michoacán – 31 de marzo de 1965, Nacozari de García Sonora) es un músico, maestro, autor y compositor de música mexicano, de valses, fox trot, marchas y polkas. 

## Los primeros años
Hijo de Juliana Olivares y del músico Gabriel Rodríguez. Su padre fue su primer maestro en música. Demostró interés y facilidad desde niño. Elaboró sus primeras composiciones a los 10 años. A los 11 años se trasladó a la ciudad de Colima, donde aprendió música y destacó como ejecutante de varios instrumentos musicales como el piano, violín, flautín y oboe.

## El músico
A los 19 años formó parte de la Orquesta de Colima, dirigida por el colimense Juan Nava, donde en gira artística fueron a La Paz Baja California Sur.
En 1895, de La Paz viajó a Guaymas donde fue contratado por Ambrosio Venegas e hicieron una gira por el sur de Sonora, y estando en la zona minera al sur de Hermosillo Sonora denominadas “Minas Prietas” y “La Colorada”, que estaban en auge, a los 22 años (1896) fue contratado por la orquesta del "Circo Atayde Hermanos" por lo que viajó y conoció las tierras sonorenses como Hermosillo, Altar, Magdalena, Nogales, Cd. Obregón, Sonora, Nogales y Douglas Arizona y otras poblaciones del sur de Arizona. Radicó en Nogales Sonora un tiempo.

## El compositor
Hizo amistad con el oculista Waltz de Douglas Arizona, quien lo invitó un fin de semana a una cacería a la Sierra cerca de Nacozari. Esta acción, lo acercó a Naco, donde radicó un corto tiempo pero luego se mudó a Nacozari Sonora en abril de 1903, un pueblo minero de la sierra sonorense, donde se quedó a radicar permanentemente ahí. Es contemporáneo del compositor Eduardo C. Gulliver, quien radicó también algunos años en Nacozari, donde fue maestro de música, a la vez que en Pilares.

### Maestro de Música
Fue maestro de música y entre sus discípulos se pueden mencionar a Manuel S. Acuña (autor de Canción de un preso, Mis ojos me denuncian, Alma Angelina, y otras) y Leonardo Yáñez “el Nano” (Autor del Moro de Cumpas). 

### Jesús García Corona
Forjó amistad con Jesús García Corona (el Héroe de Nacozari”). Fue testigo auditivo primero y ocular después de la posterior tragedia donde Jesús perdió la vida, conduciendo la locomotora del ferrocarril fuera de la población para evitar una tragedia, por el cual perdió la vida. Se impactó tanto por la tragedia que se encerró en su casa, y durante esa misma noche, de la tragedia, compuso una marcha con nombre “Jesús García”, (que registró su autoría 46 años después) donde cada 7 de noviembre, es interpretada en los homenajes luctuosos al héroe Sonorense que fue y es recordado en múltiples lugares y ícono de un gremio de Ferrocarrileros Mexicanos.

## Últimos Años
En sus andanzas por el norte de Sonora, estando en Magdalena, conoció al peluquero Rómulo Molina, quien también era compositor y músico local, con quien al reconocerse mutuamente, dedicaron un rato al deleite de la música, que a ambos apasionaba. De edad avanzada, se trasladó a Mexicali Baja California, donde radicó hasta los 90 años, pero quiso volver a Nacozari a esperar sus últimos días, donde al poco tiempo falleció, y ahí mismo fue sepultado, donde su lápida tiene forma de lira y tiene inscritas las primeras letras de su composición “Tu Mirada”:
“Me inspiró, tu mirada un amor sin igual”

## Vida privada
Se casó en Nacozari con Delfina León Othón, el 31 de agosto de 1905 quien falleció en 1955, y no tuvieron hijos. 

## Reconocimientos
- En el semanario "El Nacozarense", publicado en septiembre de 1935, se mencionó lo siguiente: «Silvestre Rodríguez, humilde y popular compositor se ha pasado la mayor parte de su vida radicando en este mineral y tiene más de mil piezas inéditas; pues diariamente produce y siempre se le encontrará al lado de su mesa escribiendo lo que produce su exuberante cerebro».
- Fue incluido en 1938 un homenaje en su nombre en Hermosillo junto con otros compositores, en el teatro Noriega., en la obra “Alma Sonorense”
- En 1941 se le otorgó la medalla de plata Premio al mérito Artístico y cultural en Nacozari
- En 1946 La Alianza Hispano-Americana de Hermosillo rindió homenaje
- Un reconocimiento por el Sindicato Filarmónico Silvestre Rodríguez de Agua Prieta en 1954, dice «Honor al Mérito Musical».
- En 1954 le fue otorgada pensión vitalicia por el Gobierno del Estado de Sonora con $250 mensuales, “por sus méritos como compositor musical y profesor de música al pueblo sonorense”
- En 1958, una medalla de la Casa Madero en México que dice: «Por la exaltación de México; Reconocimiento al mérito».
- En 1959 le fue otorgada una “Medalla de oro” por la Universidad de Sonora y su Banda de Música en manos del rector Luis Encinas Johnson donde el Mayor Isauro Sánchez Pérez dirigió la Banda en la ceremonia como excepción, con su batuta de plata.[6]
- Homenaje por el ayuntamiento de Nacozari, en 1965 al regresar de Mexicali.
- Una medalla «Al mérito artístico» otorgada por el Seminario de Cultura Mexicana en Hermosillo, Sonora.
- Medalla en el programa “Así es mi tierra” por “Tata Nacho” (Ignacio Fernández Esperón).
- En 2013, se instituyó anualmente la “Medalla Silvestre Rodríguez”, por el Ayuntamiento de Nacozari y, el Instituto Sonorense de Cultura, como homenaje al mérito artístico y cultural, a quienes destaquen por sus actividades artísticas o culturales.[7]
- Su nombre ha sido impuesto en calles, auditorios, salas, sindicatos de músicos, y desde 1989, su casa es museo (Casa museo Silvestre Rodríguez) en Nacozari.

## Obra musical
Se estima que escribió más de 1,000 obras piezas musicales, la mayoría de ellas en Nacozari. Algunas de ellas las registró, pero otras no las registró por carecer de recursos económicos para tal efecto, y algunas fueron plagiadas. Otras desaparecieron y una más quedaron inéditas.
- “Tu Mirada” – Vals (Grabada por Javier Solís)[9]
- "El Costeño" - Fox trot. Por décadas ha sido tema musical de bandas sinaloenses.[10]
- La Pilareña” – Polka. Dedicada a una joven del pueblo vecino con su mina, “Pilares”[11]
- “Sonora en Marcha.[12]
- “Belén”. - Vals. Inspirado en Belén Quiroga[13]
- Amor del alma. Vals[14]
- “María Clarissa”, - En honora María Clarissa Quiroga
- “Celina”. Vals Inspirado en Celina Montaño
- “Sueños de Eva” – Homenaje a Eva Torres Ibarra
- “Elvira” se lo dedicó a Elvira Valencia Franco
- María Luisa fue para María Luisa Ocaranza
- “El gorjeo de las aves”. Se dice que le plagiaron y de ´se es el origen del famoso “Viva mi desgracia” de Francisco Cárdenas.
- Otras son: A mi primer amor, Alborada, Amigos alegres, Amor Secreto, Bandera Nacional, Canción sin palabras, Carota, Consuelo, Cuatro de julio, Cuca, Chicana, Chollas, Churunibabi, De Agua Prieta a Nacozari, Déjame llorar, Despierta, El limoncito, El palmero, El Serrano, El vaquero, El yaqui, Enriqueta, Flores y espinas, La danza tuya, Isabel, irrigación, Labios de coral, La balandra, La Bernardina, La charanga de Horacio, , La mancornadora, La montañita, La nogalense, La paisanita, Linda morena, La respingona, La viuda negra, Linda Madrugada, Linda Morena, Los calzones, Los cuatro aventureros, Los naranjos, Mañana, María Clarisa, María Luisa, Me es en vano, Me lleva el tren, Memorias, Ojos azules, Panchita, Paloma, Para ella, Para ti, Por tu amor, Primeras flores de primavera, Prospectador, Pueblito, Recuerdos de mi lejana tierra, Recuerdos de mi pasado, Retorno al hogar, Salsa picante, San Isidro, Soledad, Soñando, Soñando despierto, Suspiros y lágrimas, Teresita, Trinidad, Tuya, Un ángel más, Vida de ensueño, Viva Nacozari, Volví a mi patria y otras.[15]